# Мелетий Софийски
 Тази статия е за софийския митрополит от XIX век.  За митрополита от XVII век вижте Мелетий I Охридски.  
Мелетий е български духовник от Македония, пръв софийски митрополит на Българската екзархия от 1872 до 1883 година, действителен член на Българското книжовно дружество.

## Биография

### Ранни години
Мелетий е роден в македонския град Струмица в 1832 година в семейството на обущаря Спас (Спиридон) Андонов. Брат му Георги Спасов е сред водачите на българската партия в града. През 1847 година баща му го изпраща в Зографския манастир при вуйчо му йеромонах Антим Ризов. В 1851 година се замонашва в Зограф и е ръкоположен за йеродякон. От 1858 година на издръжката на Зограф учи в Атинската духовна семинария и същевременно служи като дякон в църквата към руското посолство в Атина. След завършването на семинарията учи две години в Богословския факултет на Атинския университет. Прибира се в Зограф, след това учи във Виена и две години богословие в Берлин. От Берлин заминава за Русия и учи в Кишиневската духовна семинария. След това от 1864 до 1866 година учи в Санктпетербургската духовна академия. От 1867 до 1869 година е в Каприянския манастир в Бесарабия, подчинен на Зограф, където превежда богословски съчинения от руски език. В 1867 година е ръкоположен за йеромонах.
От 1869 до 1871 година е учител и проповедник в Сливен и Ямбол. В началото на 1872 година заминава за столицата Цариград, където е назначен за секретар на Привременния екзархийски смесен съвет.

### Софийски митрополит
На 20 август 1872 г. епархийският избирателен събор (без представители на Берковска кааза) предпочита Мелетий за софийски митрополит пред архимандритите Натанаил и Дамаскин. Светият синод на Екзархията единодушно одобрява софийския избор на 11 септември 1872 г., а окончателното решение е обявено на 5 октомври 1872 г. На 15 октомври 1872 година в катедралата „Свети Стефан“ екзарх Антим I Български в съслужение с четиримата нови екзархийски митрополити Доситей Самоковски, Симеон Варненско-Преславски, Евстатий Пелагонийски и Натанаил Охридски ръкополага Мелетий Зографски за пръв екзархийски софийски митрополит. Бератът на Мелетий е връчен едва на 23 февруари 1873 г. На 12 март 1873 г. той заминава за епархията си, като пристига в София на 29 март 1873 г. и служи първа литургия на 1 април 1873 година.
В София Мелетий влиза в конфликт с епархиотите си и оказва значителна подкрепа на задържаните за революционна дейност. На 25 май 1876 година, след потушаването на Априлското въстание, митрополит Мелетий е задържан в Берковица. Заловеният Ботев четник врачанинът Мито Цветков, го посочва като съучастник на революционната организация, който преди няколко месеца на събрание в Черепишкия манастир, заедно с няколко берковски първенци, между които Петър Илков, приели въстанически планове. Друг заловен четник, Младен Павлов, козлудуйски учител, признава, че се е укривал в дома на Мелетий в Берковица, и че владиката го улеснил да се измъкне към Видин, давайки му препоръчително писмо до епископ Партений Велички. Показанията на арестуваните берковски първенци също налагали разпитването на митрополита. Задържан е неофициално в конака на берковския каймакамин, докато се получи заповед от Високата порта за арестуването му, поради това, че е духовен глава и удостоен с чин и ордени. Мелетий Софийски отказва да отговаря на зададените му въпроси. В началото на юли е отведен във Видин, където се провежда следствието, а после в Русе е изправен пред извънреден съд. Междувременно Мелетий информира Григорий Доростолски и Червенски за причините, поради които е арестуван. Моли се за неговото застъпничество и твърди, че обвинението е безоснователна клевета, в основата на която са стари сметки, които има със софийския управител и с някои от тамошните български първенци. Благодарение на постъпките на Григорий пред валията на 19 август същата година Мелетий е освободен с право да се върне в епархията си.
В София обаче, митрополит Мелетий продължава да изпраща сведения за турските насилия до Екзархията в Цариград, до местните османски власти и до софийските консули и това води до крайно влошаване на отношенията му със софийския мютесариф Махзар паша. През октомври 1876 година в София е изпратен митрополит Йосиф Ловчански, който да примири Мелетий с властите, но в края на ноември 1876 година по настояване на османските власти екзарх Антим І нарежда на Мелетий да напусне епархията и да замине за Цариград за неопределено време. За свой заместник владиката оставя игумена на Кремиковския манастир архимандрит хаджи Авксентий.
За кратко време Мелетий се установява в Българската екзархия в Цариград, но след избухването на Руско-турската война, на 3 ноември, без позволение от екзарха, заминава от града и пристига в Румъния, където се присъединява към руските войски. За това изоставяне на епархията в тежък момент и заради излагането на опасност на самата Екзархия с присъствието на български митрополит в руския лагер, Смесеният екзархийски съвет прави извънредно заседание на 7 ноември 1877 година, и на редовно заседание от 10 декември 1877 година Светият синод отстранява Мелетий от софийската катедра и назначава за наместник на епархията митрополит Доситей Самоковски. Според Симеон Радев Мелетий е „увлечен от своя буен характер“, както и от „тайната амбиция да стане екзарх“, тъй като и изглеждало, че Йосиф Ι след войната ще бъде свален.
След окупирането на София от руските войски, Мелетий без разрешение тържествено заема катедрата си и започва активно да сътрудничи на Временното руско управление. В смутните времена около създаването на българската държавност присъдата не е наложена. Мелетий се включва в движението на българския народ против Берлинския договор и в организирането на Кресненско-Разложкото въстание. През есента на 1878 година е председател на софийския комитет „Единство“. В 1878 година става първият председател на Софийското областно дружество на новооснования Български червен кръст. Мелетий Софийски е сред 16-те видни българи, на които руският императорски комисар княз Дондуков изпраща въпросник за мнението им по бъдещата конституция на България. Мелетий отговаря, че е за изборни, а не назначени депутати, като смята, че на чиновниците трябва да им се признае пасивно избирателно право, а всички архиереи да са депутати по право. Според него въвеждането на горна камара в България трябва да се отложи, тъй като е прекалено скъпо и няма достатъчно образовани и опитни хора в страната. Става депутат в Учредителното събрание, където е видна фигура в групата на консерваторите. Мелетий е депутат и в Първото и Второто обикновено народно събрание.
Мелетий Софийски е сред учредителите на Народната библиотека в София, на която подарява ценната си сбирка печатни и ръкописни книги. От 1881 година е член-кореспондент, а от 1884 година действителен член на Българското книжовно дружество.
В 1881 година Мелетий подкрепя преврата срещу конституцията. Това кара либералите да влязат в сблъсък с него, възползвайки се от склонността му към гуляи и светски удоволствия – инспирирана от либералите тълпа изнася владишкия трон от софийската катедрала „Свети Крал“ и го строшава в знак на протест срещу владиката. В 1883 година след раздялата на консерваторите с генералите, Мелетий като краен русофил заема страната на министър-председателя Леонид Соболев. Тогава лидерът на консерваторите Григорий Доростоло-Червенски, който е представител на екзарха в София, и който според Симеон Радев „мечтаеше да заеме Софийската епархия“ иска от министъра на външните работи и вероизповеданията изпълнението на старата присъда. На 11/24 февруари 1883 година Синодът в Цариград решава да приведе в изпълнение решението си от 10 декември 1877 г. Екзархията решава да го интернира във Враца, но по молба на Мелетий мястото е сменено с Рилския манастир, в чиито околности Мелетий има чифлик. Въпреки опитите на Соболев да спре изпълнението, на 25 февруари 1883 година Мелетий доброволно заминава в изгнание, боейки се от дълбок разрив с църковните власти. Поради влошеното си здраве се установява в Кюстендил.

### Последни години
На проведения на 27 януари 1891 г. епархийски събор за избор на архиерей на Софийската епархия Мелетий е отново кандидат, но не печели.
Заболява тежко и в началото на 1891 година заминава на лечение в Египет, където почива на 6 май 1891 в град Кайро и е погребан е в манастира „Свети Георги“ в стария град. В завещанието си митрополит Мелетий оставя на Синода значителна сума, чиито лихви са изразходвани предимно за издаване на книги с религиозно-нравствено съдържание.
Мелетий превежда богословска литература от руски и сам е автор на няколко богословски труда.

## Трудове
- Българската правда и гръцката кривда. От С. М.  Цариград, Въ книгопечатницата на А. Минасяна у Джамлъ хан, 1872. Посетен на 26 януари 2015. Архив на оригинала от 2015-10-16 в Wayback Machine.
- Рѣчь, казана от Негово Высокопрѣосвященство Святософiйскаго Мелетiя 15 Октомврiя 1872, въ народната Цьрква въ Цариградъ.   Въ печатницѫтѫ на А. Минасіана у Джамлѫ-ханъ.